# Royal League
De Royal League was een Scandinavisch voetbaltoernooi, dat tussen 2004 en 2007 driemaal gehouden werd. De vier beste teams uit de Noorse, Zweedse en Deense competities plaatsten zich telkens voor het toernooi. De Royal League begon in november, aan het einde van het seizoen in Noorwegen en Zweden. Deense clubs speelden echter midden in hun competitie, omdat Denemarken, net als het grootste deel van Europa, een wintercompetitie kent.
In totaal zijn er slechts drie volledige toernooien gespeeld. Uit elk land hebben clubs in de finale gestaan, die wel altijd door een Deense club werd gewonnen. De eerste twee edities waren een prooi voor FC Kopenhagen, in het seizoen 2006-2007 was diens aartsrivaal Brøndby IF de beste. In 2007-2008 werd het toernooi afgelast in verband met financiële redenen. Daarna werd geen nieuwe editie meer georganiseerd.

## Finales
| Jaar | Winnaar       | Uitslag         | Finalist      |
| ---- | ------------- | --------------- | ------------- |
| 2005 | FC Kopenhagen | 1-1 wns (12-11) | IFK Göteborg  |
| 2006 | FC Kopenhagen | 1-0             | Lillestrøm SK |
| 2007 | Brøndby IF    | 1-0             | FC Kopenhagen |
| 2008 | niet gespeeld | niet gespeeld   | niet gespeeld |